# Ребека Лорд
Ребека Лорд (на английски: Rebecca Lord) е френска порнографска актриса и режисьор на порнографски филми, родена на 16 февруари 1973 г. в град Париж, Франция.
Дебютира като актриса в порнографски филм през 1993 г.
През 2005 г. участва в игралния филм „Аз съм пристрастен към секса“, играейки ролята на проститутката Каролин.
През 2006 г. прекратява по взаимно съгласие режисьорския си договор с испанската компания „IFG“ и се оттегля от индустрията за възрастни, като прекарва три години в Бразилия. След това се завръща във Франция и режисира филма „Секретарките“ на компанията „Дорсел“.
През февруари 2016 г. е публикувана автобиографичната книга на Лорд със заглавие „To My Dear Civilians, with Love“.

## Награди
- 2013: AVN зала на славата.[3]